# Convento de Franciscanos Descalzos (Campanario)
El convento de Franciscanos Descalzos de Campanario (Provincia de Badajoz, España) es el fruto de la prosperidad urbana y alza del poder religioso en la villa del siglo XVII. En el año 1600 se funda un pequeño Convento de Franciscanos Descalzos, del que hoy sólo se conserva un epígrafe alusivo a la orden monástica y con el escudo representado. Se encontraba éste ocupando el solar de algunas viviendas de la C/ Los Benítez, siendo allí donde podemos contemplar la única referencia a su existencia transformada en dintel de una puerta. 
A finales del siglo XVIII se relacionan, además de las mencionadas Parroquial y Ermita de Piedraescrita, la de la Virgen de la Guía, de la Soledad, y del Carmen; y todavía se cita activo el Hospital de San Bernardo. 
Al Convento de las Clarisas también se hace relación con motivo de la visita de la Real Audiencia de Extremadura, siendo unas de las primeras referencias a este edificio tan peculiar por su campanil, aunque no se dice nada del templo de culto. El geógrafo Tomás López, en su Diccionario, apunta que antiguamente era un hospicio. 
En 1849 ya son sólo dos ermitas las que se mencionan, la de La Soledad y del Carmen, citándose el edificio de los Mártires como iglesia. Más tarde, desaparecería la Ermita de la Soledad, que estuvo ubicada en el barrio de “la Ermita”, quedando sólo los templos que aún perviven.
- Datos: Q5785629